# Uomini/Bugie
Uomini/Bugie è il primo singolo pubblicato da Marco Masini nel 1988, da un'iniziativa di Mauro Ragni.        
Masini aveva mosso i primi passi nel mondo della musica già da qualche anno prima in vari ruoli (concertista, arrangiatore) e questo 45 giri è stato la sua prima esperienza da solista. Uomini avrebbe dovuto partecipare al Festival di Sanremo 1988, ma in extremis fu preferito il brano di un altro interprete. Il successo dell'artista sarà solo rimandato a due anni più tardi con Disperato.
Nel 2006 le due canzoni sono state reincise da Masini e inserite nella raccolta Ci vorrebbe il mare.

## Tracce
LATO A
1. Uomini – 3:53

LATO B
1. Bugie – 5:00